# Elite Ice Hockey League 2008/09
Die Saison 2008/09 war die sechste Spielzeit der Elite Ice Hockey League, der höchsten britischen Eishockeyspielklasse. Erster der regulären Saison und somit Britischer Meister wurden die Sheffield Steelers, die sich ebenfalls in den Playoffs durchsetzten.

## Modus
In der regulären Saison absolvierte jede der zehn Mannschaften insgesamt 54 Spiele. Der Erstplatzierte wurde Britischer Meister. Die acht bestplatzierten Mannschaften qualifizierten sich für die Playoffs, in denen der Playoff-Sieger ausgespielt wurde. Für einen Sieg nach regulärer Spielzeit und nach Overtime erhielt jede Mannschaft zwei Punkte, für eine Niederlage nach Overtime einen Punkt und für eine Niederlage nach der regulären Spielzeit null Punkte.

## Reguläre Saison

### Tabelle
|     | Klub                | Sp | S  | OTS | OTN | N  | Tore    | Punkte |
| --- | ------------------- | -- | -- | --- | --- | -- | ------- | ------ |
| 1.  | Sheffield Steelers  | 54 | 35 | 6   | 7   | 6  | 201:115 | 89     |
| 2.  | Coventry Blaze      | 54 | 34 | 4   | 2   | 14 | 228:151 | 78     |
| 3.  | Nottingham Panthers | 54 | 33 | 4   | 4   | 13 | 225:153 | 78     |
| 4.  | Belfast Giants      | 54 | 29 | 6   | 4   | 15 | 216:170 | 74     |
| 5.  | Cardiff Devils      | 54 | 21 | 7   | 7   | 19 | 172:141 | 63     |
| 6.  | Manchester Phoenix  | 54 | 22 | 5   | 4   | 23 | 198:179 | 58     |
| 7.  | Newcastle Vipers    | 54 | 14 | 7   | 4   | 29 | 146:183 | 46     |
| 8.  | Edinburgh Capitals  | 54 | 18 | 1   | 6   | 29 | 179:243 | 44     |
| 9.  | Hull Stingrays      | 54 | 13 | 3   | 5   | 33 | 154:243 | 37     |
| 10. | Basingstoke Bison   | 54 | 5  | 3   | 3   | 43 | 131:272 | 19     |

Sp = Spiele, S = Siege, U = Unentschieden, N = Niederlagen, OTS = Overtime-Siege, OTN = Overtime-Niederlage, SOS = Penalty-Siege, SON = Penalty-Niederlage

## Playoffs

### Viertelfinale
- Sheffield Steelers – Edinburgh Capitals 8:2/4:5
- Belfast Giants – Cardiff Devils 1:2/4:4 n. V.
- Coventry Blaze – Newcastle Vipers 2:2/4:2
- Nottingham Panthers – Manchester Phoenix 6:3/3:2

### Halbfinale
- Sheffield Steelers – Cardiff Devils 5:2
- Coventry Blaze – Nottingham Panthers 2:6

### Finale
- Sheffield Steelers – Nottingham Panthers 2:0